# Ohlenbüttel
Ohlenbüttelⓘ (plattdeutsch Ömbüddel) ist ein Teil der Einheitsgemeinde Neu Wulmstorf im Landkreis Harburg, Niedersachsen. Ohlenbüttel gehört zusammen mit Mienenbüttel zum Ortsteil Rade.
In Ohlenbüttel verwaltet die „Realgemeinde Ohlenbüttel“ Gemeinschaftseigentum.

## Nachbargemeinden
Im Südosten grenzt Ohlenbüttel an Rade, im Südwesten an Oldendorf, im Westen an Appel und Eversen-Heide, und im Norden an Elstorf-Bachheide. Naturräumlich liegt Ohlenbüttel am Südostrand der Apenser Lehmgeest.

## Geschichte
Ohlenbüttel wurde 1105 als Oddenebutli erstmals urkundlich erwähnt. Die Bedeutung ist Altenbüttel (siehe -büttel).
Ohlenbüttel ging im Zuge der Gründung der Einheitsgemeinde Neu Wulmstorf am 1. Juli 1972 als Teil des Ortsteils Rade in Neu Wulmstorf auf.

## Verkehr
Ohlenbüttel liegt westlich der Bundesstraße 3.
Der Radfernweg Hamburg–Bremen führt von Bachheide durch Ohlenbüttel weiter nach Oldendorf.